# Autostrada A9 (Holandia)
Autostrada A9 (nl. Rijksweg 9) – autostrada w Holandii zaczynająca się na węźle Diemen – autostrada A1, kończy się na węźle z drogami krajowymi N250 i N99. Od węzła 12 oznakowana jest jako N9.